# تپه قلعه سور
تپه قلعه سور مربوط به عصر برنز قدیم است و در شهرستان ماکو، بخش مرکزی، روستای قوری شکاک واقع شده و این اثر در تاریخ ۲۳ شهریور ۱۳۸۲ با شمارهٔ ثبت ۱۰۰۳۸ به‌عنوان یکی از آثار ملی ایران به ثبت رسیده است.